# Barnim

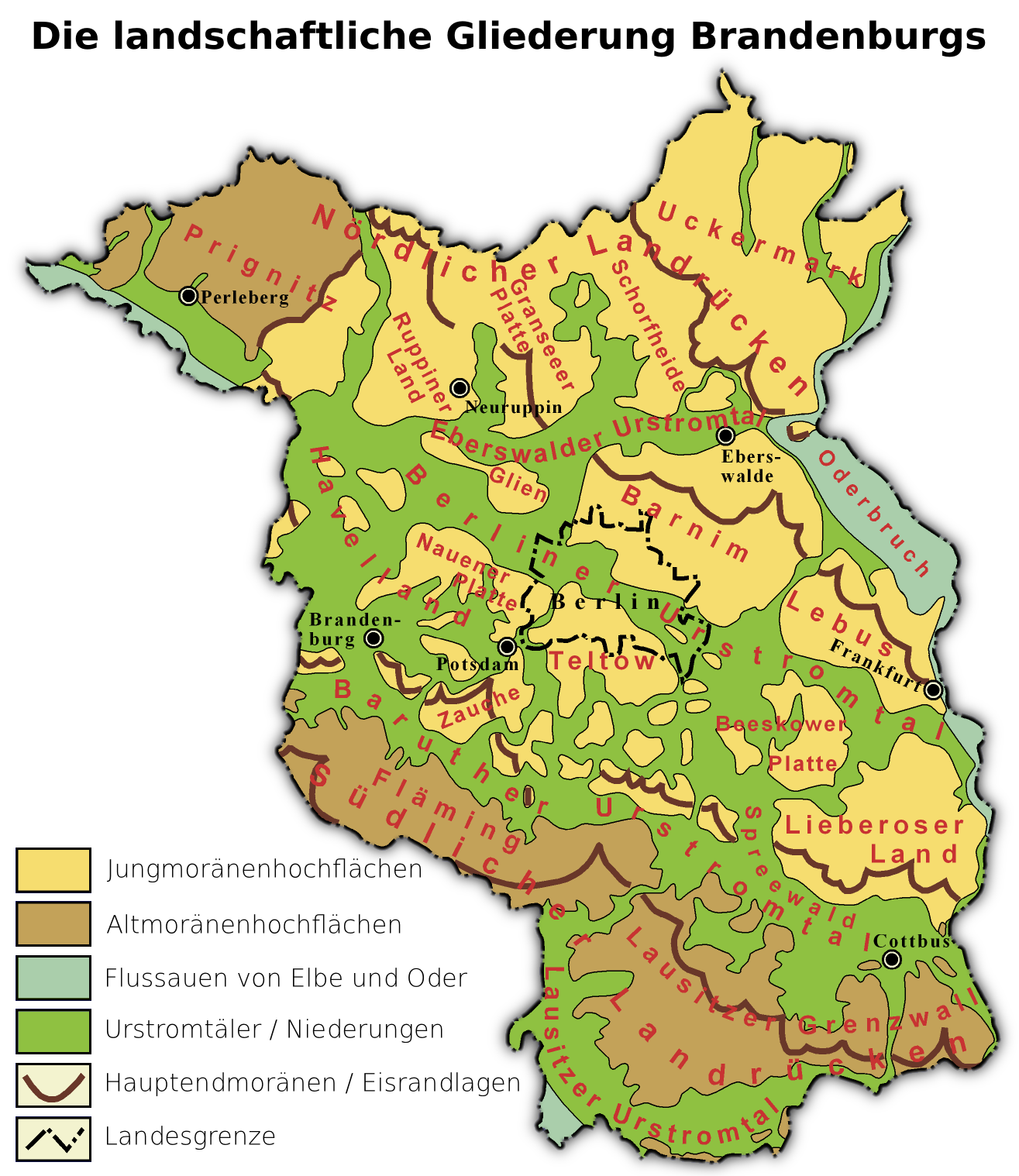
Barnim och andra regioner i Brandenburg

Den här artikeln handlar om landskapet och högplatån Barnim. För det administrativa länet, se Landkreis Barnim.
Barnim är ett landskap och namnet på dess högplatå i östra delen av det tyska förbundslandet Brandenburg mellan Spree i sydväst, Havel i väst, Finow i nord, Oderbruch i öst och Stöbber i sydöst. Nordöstra delarna av Berlin och dess storstadsområde är byggda på Barnimplatån.
Platån formades under Weichselistiden för omkring 10 000 år sedan, ur rester av smältande glaciärer.